# Liste d'espèces de plantes dont le génome est séquencé
La liste des génomes de plantes séquencés présentée ci-après répertorie différentes espèces de plantes dont le séquençage du génome complet est disponible publiquement ; Les ébauches de génomes ne sont pas inclus dans la liste, ni le séquençage d'organites exclusivement. L'année de publication du résultat du séquençage est précisée entre parenthèses.

## Bryophytes
- Physcomitrella patens ssp. patens str. Gransden 2004, première divergence des plantes terrestres (2008[2])

## Plantes

### Lycophytes
- Selaginella moellendorffii, organisme modèle (2011[3],[4])

### Angiospermes basales

#### Amborellales
- Amborellaceae
  - Amborella trichopoda (2013[5])

### Dicotylédones

#### Rosidées
- Amaranthaceae
  - Beta vulgaris, betterave à sucre (2014)
- Anacardiaceae
  - Anacardium occidentale, anacardier noix de cajou (2012)
- Brassicaceae
  - Arabidopsis lyrata, plante modèle (2011[6])
  - Arabidopsis thaliana Ecotype:Columbia, plante modèle (2000[7])
  - Brassica napus, oléagineux (2009)
  - Brassica rapa, plante cultivée, organisme modèle (2011[8])
  - Raphanus sativus, radis (2014)
  - Thellungiella parvula, espèce apparentée à Arabidopsis, tolérance élevée au sel (2011[9])
- Cannabaceae
  - Cannabis sativa, chanvre et marijuana (2011[10])
- Caryophyllaceae
  - Dianthus caryophyllus, œillet (2013)[11]
- Cucurbitaceae
  - Citrullus lanatus, pastèque (2012)
  - Cucumis melo, melon (2012)
  - Cucumis sativus 'Chinese long' lignée consanguine 9930, légume cultivé (2009[12])
- Euphorbiaceae
  - Jatropha curcas Palawan, plante à biocarburant (2010[13])
  - Manihot esculenta, manioc (2014)
  - Ricinus communis, oléagineux (2010[14])
- Fabaceae
  - Cajanus cajan, var. Asha, légumineuse modèle (2012[15],[16])
  - Glycine max var. Williams 82, protéagineux / oléagineux (2010[17])
  - Lotus japonicus, légumineuse modèle (2008[18])
  - Medicago truncatula, légumineuse modèle (2011[19])
  - Phaseolus vulgaris, haricot (2014)
- Malvaceae
  - Corchorus olitorius, plante à fibres (2010[20],[21],[22])
  - Gossypium hirsutum, cotonnier (2014)
  - Theobroma cacao, cacoyer (2010[23],[24])
- Myrtaceae
  - Eucalyptus grandis, plante à fibres et bois (2011[25])#
- Rosaceae
  - Fragaria vesca, plante à fruits (2011[26])
  - Malus domestica "Golden Delicious", arbre fruitier (2010[27],[28],[29])
  - Rosa chinensis, rose de Chine (2018)[30]
- Rutaceae
  - Citrus aurantium, bigaradier orange amère (2014)
  - Citrus clementina, clémentinier (2014)
  - Citrus maxima, pamplemoussier (2014)
  - Citrus reticulata, mandarinier (2014)
- Salicaceae
  - Populus trichocarpa, séquestration du carbone, arbre modèle, bois (2006[31])
- Vitaceae
  - Vitis vinifera génotype PN40024, plante à fruits (2007[32])

#### Astéridées
- Asteraceae
  - Helianthus annuus, tournesol (2017)[33]
  - Lactuca sativa, laitue (2017)[34]
- Ericaceae
  - Vaccinium myrtillus, myrtille (2014)
- Rubiaceae
  - Coffea, caféier (2014)
- Solanaceae
  - Capsicum, piment (2014)
  - Solanum lycopersicum, cultivar de tomate ‘Heinz 1706' (2011[35] 2012[36])
  - Solanum pimpinellifolium, espèce apparentée à la tomate (ébauche 2012[36])
  - Solanum tuberosum, pomme de terre (2011[37])

### Monocotylédones
- Arecaceae
  - Elaeis guineensis, palmier à huile (2007[38])
  - Phoenix dactylifera, palmier dattier (2011[39])
- Musaceae
  - Musa acuminata, banane (2012[40])
- Poaceae
  - Brachypodium distachyon, monocotylédone modèle (2010[41])
  - Hordeum vulgare, orge (2012[42])
  - Oryza sativa ssp indica, céréale, organisme modèle (2002[43])
  - Oryza sativa ssp japonica, céréale, organisme modèle (2002[44])
  - Oryza glaberrima var CG14, espèce de riz d'Afrique occidentale (2010[45])
  - Sorghum bicolor génotype BTx623, plante cultivée (2009[46])
  - Triticum aestivum cv. 'Chinese Spring', céréale (2010[47])
  - Zea mays ssp mays B73, céréale (2009[48])

## Catégories connexes
- Catégorie:Espèce eucaryote dont le génome est séquencé
- Catégorie:Espèce d'animaux dont le génome est séquencé
- Catégorie:Champignon dont le génome est séquencé